# Крутоярский (Рязанская область)
Крутоярский — посёлок в Касимовском районе Рязанской области. Является административным центром Крутоярского сельского поселения.

## Географическое положение
Посёлок Крутоярский расположен на правом берегу Оки примерно в 10 км к юго-западу от центра города Касимова. Ближайшие населённые пункты — деревня Самылово к северу (на противоположном берегу Оки), деревня Макеенки к востоку, деревня Сидорово к югу и деревня Чернышово и село Телебукино к западу.

## История
В XIX в. на месте посёлка находилось сельцо Истомино, являвшееся имением семьи Олениных.
Усадьба устроена в первой четверти XIX века гвардии поручиком князем Н. В. Максутовым, женатым на Е. А. Якушкиной. Далее принадлежала их сыну князю С. Н. Максутову, подарившей её своей жене, а она в 1863 году продала В. А. Бакуниной (двоюродной племяннице анархиста М. А. Бакунина), вышедшей замуж за внука Президента Академии художеств действительного тайного советника А. Н. Оленина. До 1917 года усадьбой владел их сын композитор, пианист, музыкальный деятель А. А. Оленин.
Сохранились руинированный двухэтажный главный дом с флигелем первой половины XIX века — 1860 г., хозяйственная постройка, регулярный липовый парк и пейзажный парк из смешанных пород деревьев — первой половины XIX века. Голландский домик и китайская башня утрачены в 2000-х годах.
В 1905 году сельцо относилось к Телебукинской волости Касимовского уезда и имело население 16 чел.
В середине XX в. на месте сельца располагался посёлок Касимовской РТС (ремонтно-тракторной станции). В 1963 году неподалёку от поселка началось бурение разведочных скважин для строительства подземного хранилища природного газа. Для газовиков в поселке строились новые дома.
В 1966 г. указом президиума ВС РСФСР поселок Касимовской РТС переименован в Крутоярский.

## Население
| 1859 | 1906 | 2010  |
| ---- | ---- | ----- |
| 27   | ↘16  | ↗1624 |

## Улицы
Уличная сеть поселка состоит из 8 улиц (Есенина, Заречная, Лесная, Олениных, Полевая, Приокская, Строительная и Центральная).

## Социальная инфраструктура
В поселке имеется средняя общеобразовательная школа и детский сад. Есть дом культуры и физкультурно-оздоровительный комплекс, медпункт, бар.

## Транспорт и связь
Посёлок находится на автомобильной дороге Касимов — Лашма и имеет регулярное автобусное сообщение с районным центром.
В 4 километрах к востоку от поселка находится железнодорожная станция Касимов.
В 2 километрах к западу от поселка находится пристань Телебукино (в настоящее время не функционирует).
В поселке находится одноимённое сельское отделение почтовой связи (индекс 391333).

## Известные люди
В имении Истомино родились известная певица, основоположница русской школы камерного исполнительства, Мария Алексеевна Оленина-Д’Альгейм и её брат, советский композитор и пианист Александр Алексеевич Оленин.